# フランチェスカ・アニス
フランチェスカ・アニス（Francesca Annis、1945年5月14日 - ）は、イギリスの女優。フランセスカ・アニスとも表記される。

## 来歴
ロンドン・ケンジントン出身。父親はイギリス人、母親はフランス系ブラジル人。1歳から7歳まで母親の母国ブラジルで過ごす。当初はバレリーナを目指していたが、女優志望に転向、1959年に女優デビューした。ロイヤル・シェイクスピア・カンパニーに所属し、シェイクスピアの舞台にも出演している。1979年にテレビドラマLillieで英国テレビアカデミー賞主演女優賞を受賞した。
1974年に写真家のパトリック・ワイズマンと結婚したが、1995年に舞台「ハムレット」で共演したレイフ・ファインズと知り合い、交際を始める。そのすぐ後に、ファインズは4年連れ添ったアレックス・キングストンと離婚、アニスもワイズマンと離婚して交際を始めたが、2006年に破局した。

## 主な出演作品

### 映画
- クレオパトラ Cleopatra (1963)
- ミス・マープル/最も卑劣な殺人 Murder Most Foul (1964)
- 頑張れフリッパー Flipper's New Adventure (1964)
- マロニエの別れ道 The Walking Stick (1970)
- マクベス Macbeth (1971)
- 遥か氷原の彼方 Coming Out of the Ice (1982) テレビ映画
- 銀河伝説クルール Krull (1983)
- デューン/砂の惑星 Dune (1984)
- プリンス/アンダー・ザ・チェリー・ムーン Under the Cherry Moon (1986)
- デューン・スーパープレミアム/砂の惑星・特別篇 Dune (1994)
- ブラック・プロジェクト/アメリカを震撼させた男 Doomsday Gun (1994) テレビ映画
- リバティーン The Libertine	(2004)
- リボルバー Revolver (2005)
- ジェーン・エア Jane Eyre (2006) テレビミニシリーズ
- キング・オブ・シーヴズ King of Thieves (2018)

### テレビドラマ
- 秘密諜報員ジョン・ドレイク Danger Man (1964 - 1965)
- おしどり探偵 Agatha Christie's Partners in Crime (1983 - 1984)
- 外科医の恋 Reckless (1997)
- コペンハーゲン Copenhagen (2002)
- クランフォード Cranford (2007 - 2009)
- Home Fires (2015)